# Ernest Mangnall
James Ernest Mangnall (Bolton, 1866. január 4. – Lytham St Annes, 1932. január 13.) angol labdarúgóedző, aki 1903 és 1912 között volt a Manchester United menedzsere, majd két évig a Manchester City-t vezette. Az egyetlen férfi, aki mindkét csapatot menedzselte.
Amatőr labdarúgóként kezdte pályafutását, majd a Burnley menedzsereként lett először edző. A másodosztályban vette át a Manchester United csapatát, 1908-ban vele nyerték meg a csapat első bajnoki címét.

## Statisztika
Manchester United
- First Division (2): 1907–1908, 1910–1911
- FA-Kupa (1): 1908–1909
- Angol szuperkupa (2): 1908, 1911

## Díjak és elismerések
| Csapat            | Nemz.    | -tól             | -ig              | Eredmények | Eredmények | Eredmények | Eredmények | Eredmények |
| Csapat            | Nemz.    | -tól             | -ig              | M          | Gy         | V          | D          | Gy %       |
| ----------------- | -------- | ---------------- | ---------------- | ---------- | ---------- | ---------- | ---------- | ---------- |
| Burnley           | Anglia   | 1900. március    | 1903. szeptember | 157        | 53         | 72         | 32         | 33.76      |
| Manchester United | Anglia   | 1903. szeptember | 1912. szeptember | 471        | 242        | 139        | 90         | 51.38      |
| Manchester City   | Anglia   | 1912. szeptember | 1924. május      | 350        | 151        | 117        | 82         | 43.14      |
| Összesen          | Összesen | Összesen         | Összesen         | 978        | 450        | 328        | 204        | 46.01      |